# France Anglade
Marie France Anglade (* 17. Juli 1942 in Constantine, Algerien; † 28. August 2014 in La Verrière) war eine französische Schauspielerin.

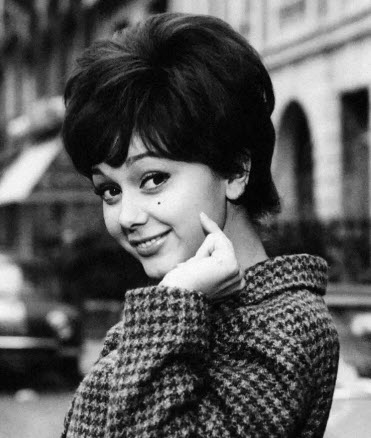
France Anglade 1962

## Leben
France Anglade wuchs in Châlons-sur-Marne auf. 1958 verbrachte sie einen Urlaub bei einer Tante in Chelles, wo Jean Delannoy mit Zizi Jeanmaire die Außenaufnahmen von Guinguette drehte. Sie wird von einem Assistenten bemerkt, der sie ermutigt, Schauspielerin zu werden. In der Folge zog sie nach Paris und stand für eine Fotokampagne der Revue Elle gemeinsam mit Geneviève Grad vor der Kamera. In den 1960er-Jahren trat sie in verschiedenen französischen Filmproduktionen auf. 1965 war sie neben Lex Barker und Mickey Rooney im britischen Krimithriller In Beirut sind die Nächte lang zu sehen. Bekannt wird sie vor allem 1968 in der Titelrolle der Caroline Chérie in einem Remake der Erotikabenteuer-Reihe. Ab den 1970er Jahren drehte sie noch gelegentlich.

## Filmografie (Auswahl)
- 1959: Ginguette (Komparserie)
- 1962: Les Sept Péchés capitaux (Komparserie)
- 1962: Sonntage mit Sybill (Les Dimanches de Ville d'Avray)
- 1963: Fünf Glückspilze (Les Veinards)
- 1963: Maskenball bei Scotland Yard
- 1965: In Beirut sind die Nächte lang (Twenty-Four Hours to Kill)
- 1965: Le Lit à deux places
- 1967: Das älteste Gewerbe der Welt (Le plus vieux métier du monde)
- 1968: Caroline Chérie (Schön wie die Sünde) (Caroline Chérie)
- 1975: La chasse aux hommes (TV-Film)
- 1975: Erreurs judiciaires : Des témoins dignes de foi (TV-Film)
- 1981: Chambre 17 (TV-Film)
- 1988: Sortis de route